# Пивко Тимофій Тимофійович
Півко Тимофій Тимофійович (1901 — 1987) — бандурист, артист, учасник Київської капели бандуристів з 1931 р. та об'єднаної Державної капели бандуристів з 1935 р. Учасник Української капели бандуристів ім. Т. Шевченка з 1942 року. Переїхав в США в 1949 продовжував виступати як артист Української капели бандуристів ім. Т. Шевченка до 1972 р.
Соліст Капели. Володів чудовим ліричним тенором. Його друзі, жартуючи, називали його «наш Лемєшев» Був членом Київської Капели бандуристів ще до того, як її об'єднали з Полтавською. Коли прийшли полтавці, захопився харківською методом гри на бандурі і добре ним оволодів. Улас Самчук в книжці «Живих струнах» описує побут родини Тимофія та Олени Півків у довоєнні часи праці в Державній Зразковій Капелі. Щоб вижити, доводилося Півку підробляти працею шевця. Правда, мали добру квартиру в центрі Києва, де часто збиралися учасники капели. Був дуже товариським і, звичайно, надійним хористом і бандуристом. Коли в «Шупені» (Табір для Остаарбайтерів у Гамберзі) захворів на виразку шлунку, хворим поїхав разом з Капелою в гастролі по остівським таборам. Вилікуватися допомогла пісня. Артистично виконував соло «Куди їдеш, Явтуше». В детройтський період, куди приїхав з дружиною Оленою і матір'ю Катериною, більше тримався польської громади (був наполовину польського походження). Дітей не мали.